# Кибакин, Егор Сергеевич
Его́р Серге́евич Киба́кин (род. 17 апреля 1992, Ульяновск, Россия) — российский легкоатлет, специализирующийся в спринтерском беге. Чемпион России 2015 года в помещении на дистанции 400 метров. Мастер спорта России международного класса.

## Биография
Основной специализацией Кибакина являются дистанции 200 и 400 метров. Первые шаги в спорте делал в Ульяновске в местной детско-юношеской спортивной школе олимпийского резерва. Тренировался в том числе и под руководством своего отца, Сергея Борисовича Кибакина, который сам в прошлом занимался лёгкой атлетикой и имел неплохие личные рекорды в беге на 800 метров (1.47,81) и 400 метров с барьерами (50,43).
После окончания школы Кибакин поступил в Волгоградскую академию физической культуры и стал тренироваться под руководством Владимира Типаева. В 2011 году стал победителем зимнего первенства России среди юниоров в Саранске в беге на 200 метров с результатом 21,54. В следующем сезоне акцент был сделан уже на дистанции 400 метров. На турнире «Московский вызов» он установил личный рекорд 46,84. Несмотря на не самые быстрые секунды, Кибакин был включён в состав сборной России на взрослый чемпионат Европы в Хельсинки. Экспериментальная молодая команда, собранная в эстафете 4×400 метров, не смогла выйти в финал, заняв итоговое 11-е место — 3.09,94 (Кибакин бежал на первом этапе). Позднее на чемпионате России сборная Москвы показала результат почти на 2 секунды быстрее (3.08,11), а бежавший в её составе Кибакин впервые стал чемпионом страны.
В 2013 году он бежал второй этап в предварительном забеге в эстафете 4×400 метров на чемпионате Европы среди молодёжи. Команда вышла в финал, где стала чемпионом, уже без Кибакина в составе. Однако он также получил медаль победителя турнира.
В 2014 году на соревнованиях в Краснодаре установил высокий личный рекорд 46,11. На чемпионате России — 47,18 и 8-е место.
В зимнем сезоне 2015 года улучшил свои достижения на всех спринтерских дистанциях: 60, 200 и 400 метров. На 200 метров на некоторое время возглавил список лучших результатов сезона в Европе с временем 21,08. На дистанции вдвое длиннее выиграл зимний чемпионат России. В острейшей борьбе опередил Алексея Кёнига на 1 сотую секунды и улучшил личный рекорд до 46,74. Эта победа открыла для него путь в сборную России для участия в чемпионате Европы в помещении, но из-за проблем с загранпаспортом ему пришлось пропустить турнир.

## Основные результаты
| Год  | Турнир                          | Место проведения     | Дисциплина       | Место      | Результат |
| ---- | ------------------------------- | -------------------- | ---------------- | ---------- | --------- |
| 2011 | Чемпионат России в помещении    | Москва, Россия       | 200 м            | 10-е       | 21,82     |
| 2011 | Чемпионат России                | Чебоксары, Россия    | 200 м            | 40-е       | 22,33     |
| 2012 | Чемпионат России в помещении    | Москва, Россия       | 400 м            | 40-е       | 48,65     |
| 2012 | Чемпионат Европы                | Хельсинки, Финляндия | эстафета 4×400 м | 11-е (1/2) | 3.09,94   |
| 2012 | Чемпионат России                | Чебоксары, Россия    | 400 м            | 14-е       | 47,52     |
| 2012 | Чемпионат России                | Чебоксары, Россия    | эстафета 4×400 м | 1-е        | 3.08,11   |
| 2013 | Чемпионат России в помещении    | Москва, Россия       | 400 м            | 13-е       | 48,05     |
| 2013 | Кубок России                    | Ерино, Россия        | 400 м            | 4-е        | 46,79     |
| 2013 | Чемпионат Европы среди молодёжи | Тампере, Финляндия   | эстафета 4×400 м | 1-е (1/2)  | 3.09,33   |
| 2013 | Чемпионат России                | Москва, Россия       | 200 м            | 14-е       | 21,72     |
| 2014 | Чемпионат России в помещении    | Москва, Россия       | 200 м            | 28-е       | 21,96     |
| 2014 | Чемпионат России                | Казань, Россия       | 400 м            | 8-е        | 47,18     |
| 2014 | Чемпионат России                | Казань, Россия       | эстафета 4×400 м | 6-е        | 3.11,99   |
| 2015 | Чемпионат России в помещении    | Москва, Россия       | 400 м            | 1-е        | 46,74     |